# CSブルゴワン＝ジャイユー
クラブ・スポルティフ・ブルゴワン＝ジャイユー・ラグビー（仏: Club Sportif Bourgoin-Jallieu Rugby）は、フランスのブルゴワン＝ジャイユーに本拠地を置くラグビーユニオンクラブである。スタジアムはスタッド・ピエール＝ラジョン。シャンピオナ・フェデラル・ナシオナル（3部）に所属。愛称は『Les ciels et grenats』。

## 歴史
1906年創設。
1996-97シーズン、大会初年度となる欧州チャレンジカップで優勝を果たす。
2010-11シーズンをトップ14でプレーしたのを最後に、トップディビジョンから遠ざかっている。

## タイトル

### 国内タイトル
- フランス選手権（現・トップ14）
  - 準優勝 1回（1997）

- フランス選手権2部リーグ（現・プロD2）
  - 優勝 3回（1965, 1971, 1973）

### 国際タイトル
- 欧州チャレンジカップ（現・ヨーロピアンラグビーチャレンジカップ）
  - 優勝 1回（1997）
  - 準優勝 2回（1999, 2009）

## スコッド
- ガビリエル・ロヴォンバラヴ(フィジー代表)
- ジョー・ラヴォウヴォウ(7人制ニュージーランド代表)

## 歴代所属選手
- ジュリアン・ボネール(フランス代表)
- セバスチャン・シャバル(フランス代表)
- リオネル・ナレ(フランス代表)
- アンドリュー・ティーデマン(カナダ代表)
- モルガン・パラ(フランス代表)
- ジェームス・ウィルソン
- ジェリー・セクストン